# Societe.com
Societe.com est un site web d'information légale, juridique et financière sur les entreprises françaises privées.

## Histoire
Le site est créé en 1999 par Iliad, maison-mère de Free. Le site agrège des informations issues de l'Institut national de la propriété industrielle (INPI), de l'Institut national de la statistique et des études économiques (INSEE) et du registre national du commerce et des sociétés (RCS).
Le site est racheté en 2006 par Adverline, groupe spécialisé dans le micropaiement et la publicité, lequel est racheté en 2012 par Médiaposte, filiale du groupe La Poste,. En 2024, Societe.com n'a plus de liens avec La Poste. Le site est édité par la filiale Societe SAS.